# مندوكة سداسية
دودة التبغ ذات القرن (الاسم العلمي: Manduca sexta) (بالإنجليزية: Carolina Sphinx, Tobacco Hornworm)‏ هي نوع من الحشرات تتبع جنس المندوكة من فصيلة العثث الأبو الهول.

## معرض صور

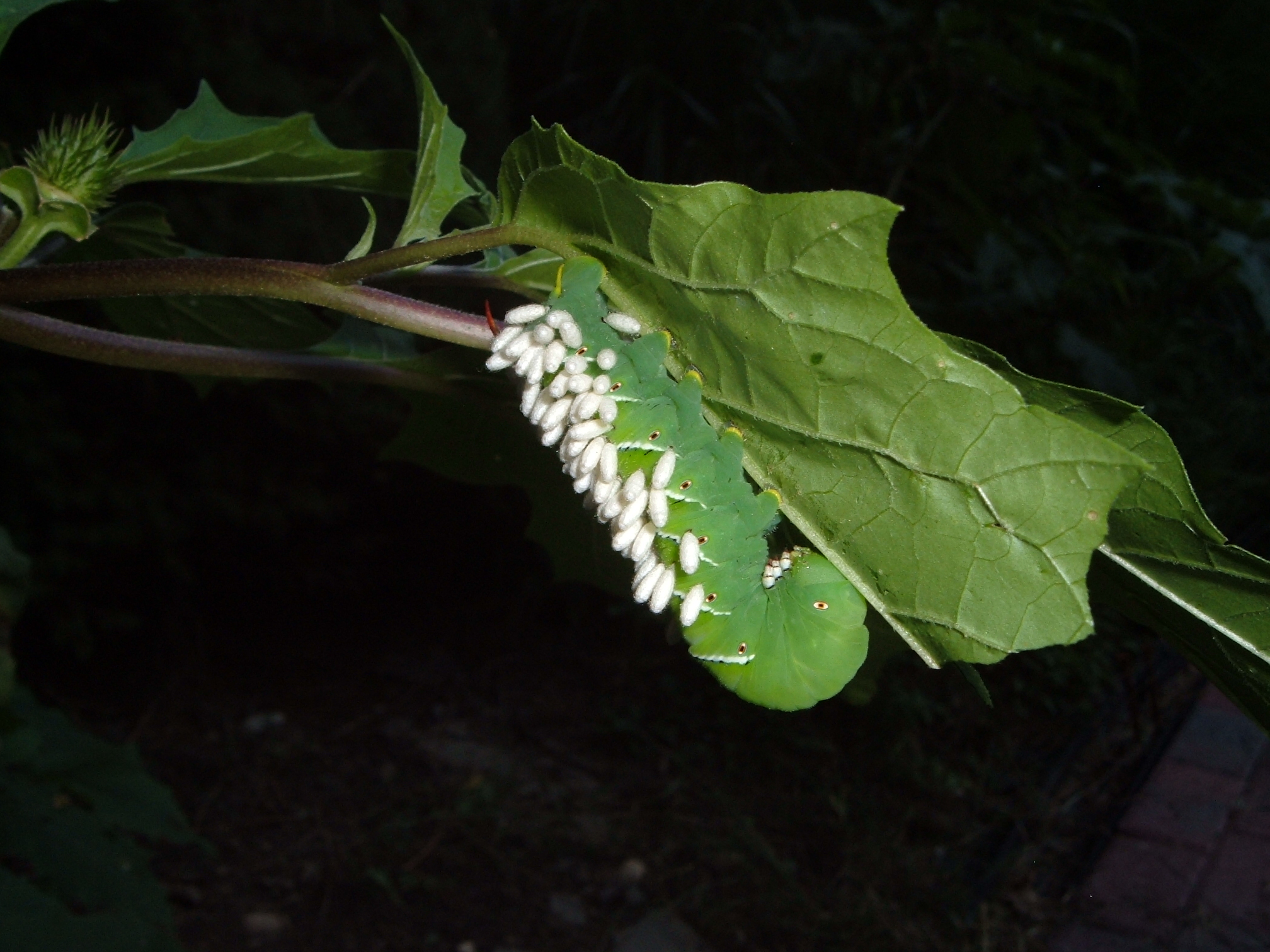
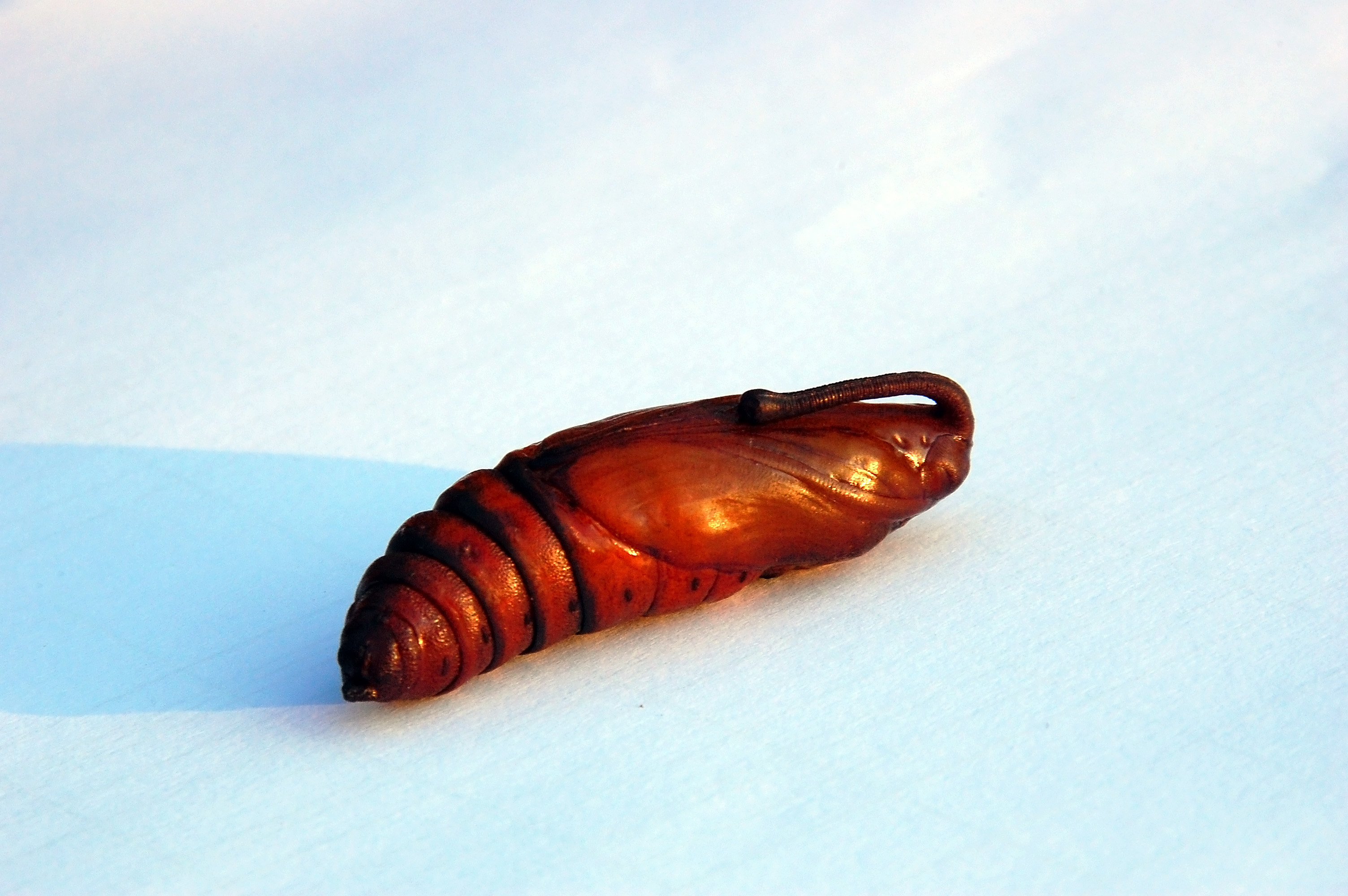
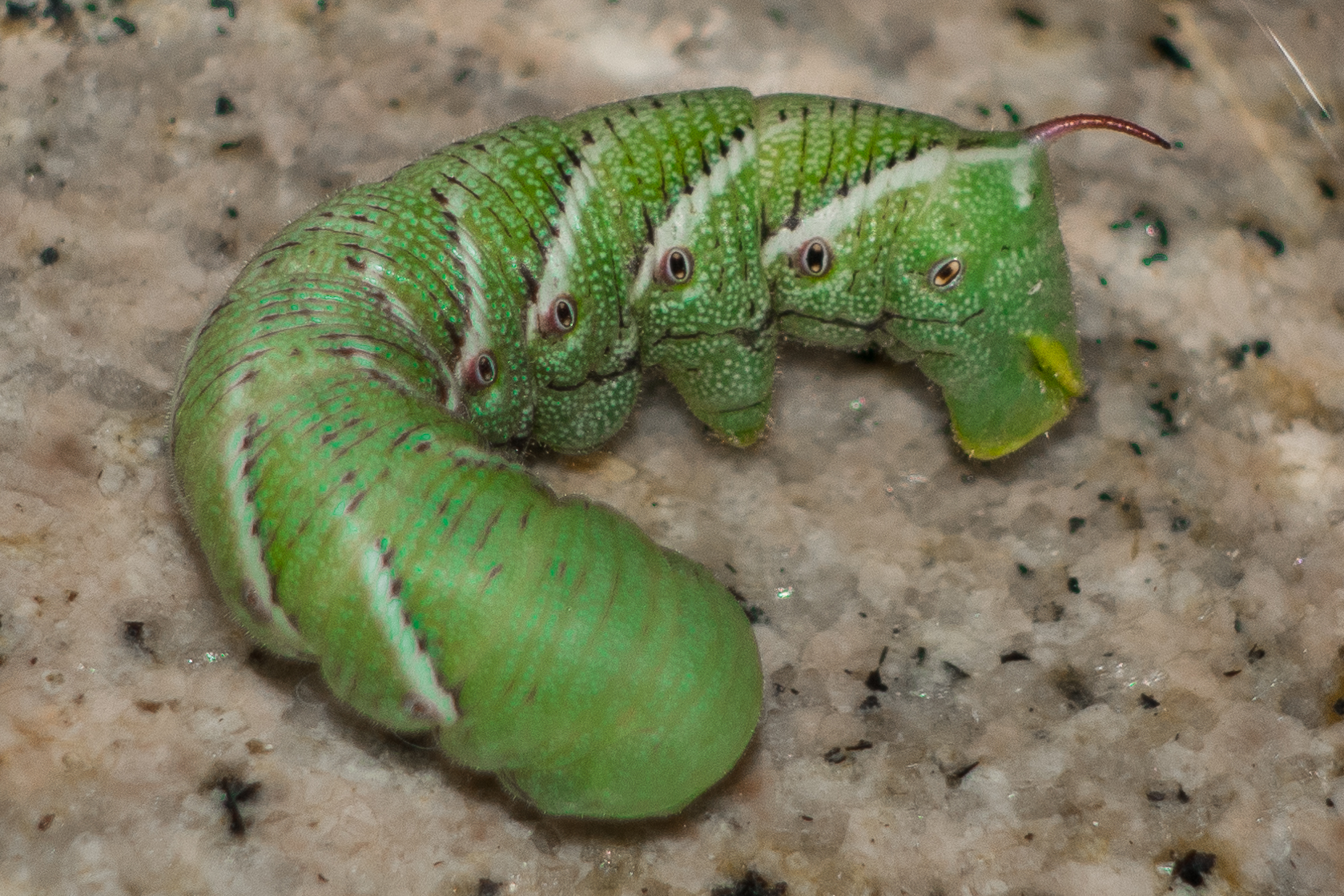
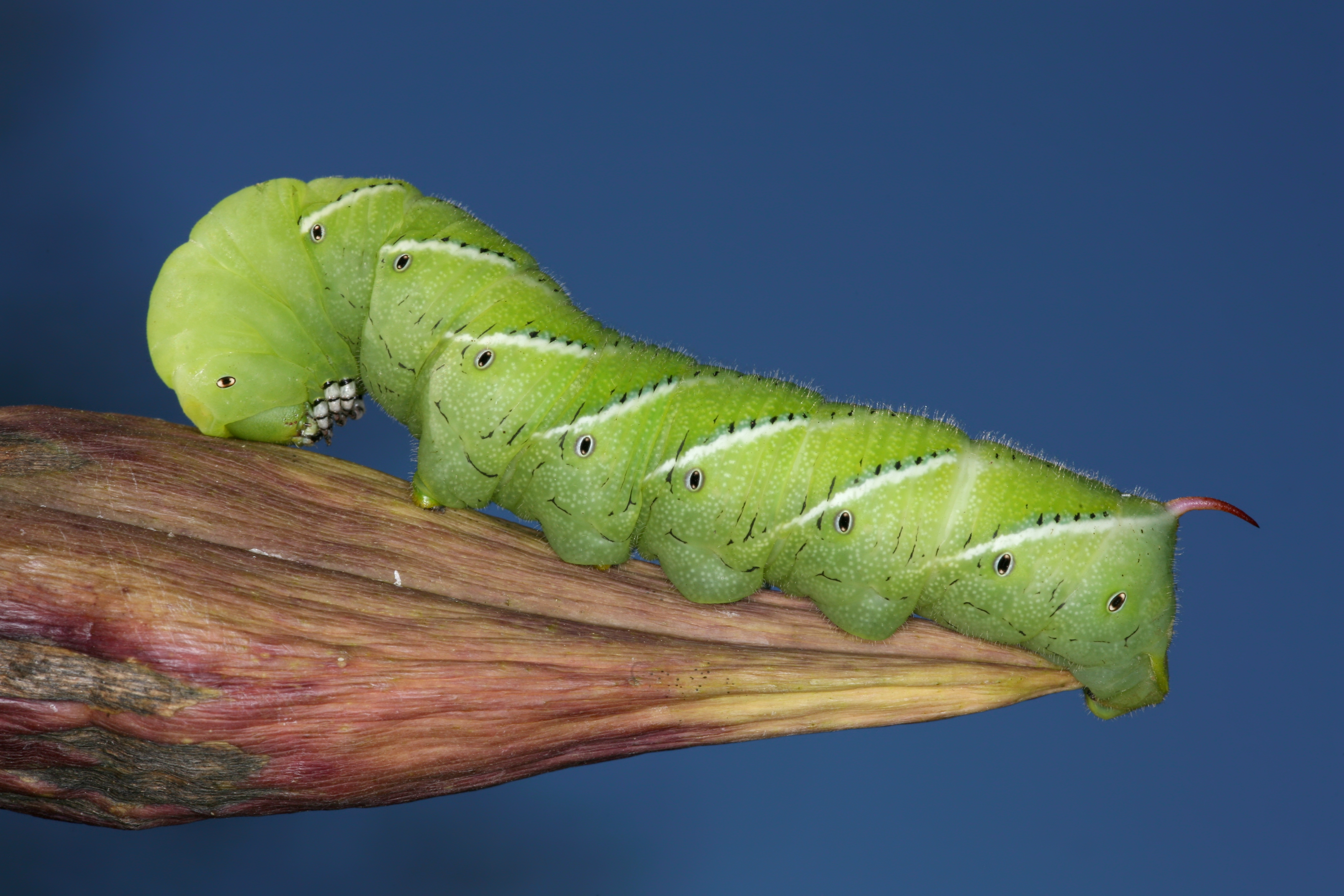